# Eccetera (romanzo)
Eccetera è un romanzo del pittore e scultore Emilio Tadini (1927-2002).

## Trama
Quattro ragazzi, viaggiando su una vecchia auto, girano per discoteche. La loro meta è il "Light Night", moderna discoteca che verrà raggiunta poco prima dell'alba. Durante la notte accadono vari eventi, tra i quali l'incontro con un ragazzo che verrà soprannominato Quinto il Serpente dal protagonista, Mario, a cui piaceva (e veniva spontaneo) dare soprannomi. Quinto è molto ruffiano, e si comporta con l'autista (Christian - Toro Seduto) come un servo col padrone; Toro Seduto è il classico ragazzo tutto muscoli e niente cervello; la sua fidanzata (Samantha - Donna del Mare) è una ragazza intelligente che col suo modo di parlare affascina il protagonista (che inizialmente non conosceva nessuno degli altri tre); infine Filo di Voce (non si sa il suo vero nome), è una ragazza che si "attacca" a Mario, comportandosi come se fosse la sua ragazza.
Mario, il protagonista, è un ragazzo che lavora in un negozio di colori e che nel suo racconto simultaneo agli avvenimenti ci trasmette i suoi pensieri: egli detesta tutto ciò che è vecchio e che gli ricorda il passato e odia il patetico, causato soprattutto dalla televisione.

## Edizioni
- Emilio Tadini, Eccetera, Collana Supercoralli, Einaudi, 2002,  p. 334, ISBN 88-06-16401-5.